# Zgornja Nova vas
Zgornja Nova vas este o localitate din comuna Slovenska Bistrica, Slovenia, cu o populație de 74 de locuitori.